# Magyarország az 1960. évi nyári olimpiai játékokon
Magyarország az olaszországi Rómában megrendezett 1960. évi nyári olimpiai játékok egyik részt vevő nemzete volt. Az országot az olimpián 18 sportágban 182 sportoló képviselte, akik összesen 21 érmet szereztek. A megnyitóünnepségen a magyar zászlót Simon János kosárlabdázó vitte.
Az 1956-os forradalom utáni viszonyok nem kedveztek a magyarországi sport fejlődésének sem. A számos külföldre távozott sportoló és szakember hiánya még a római olimpián is éreztette hatását. A magyarországi sportolók ennek ellenére 21 érmet – 6 arany-, 8 ezüst- és 7 bronzérmet – nyertek.
A magyar sportolók 11 sportágban, illetve szakágban összesen 155 olimpiai pontot szereztek, ez 44 ponttal kevesebb, mint az előző nyári olimpián elért eredmény.

## Érmesek
| Érem  | Versenyző | Sportág    | Versenyszám                 |
| ----- | --- | ---------- | --------------------------- |
| Arany | Parti János | Kajak-kenu | Férfi kenu egyes 1000 m     |
| Arany | Török Gyula | Ökölvívás  | Légsúly                     |
| Arany | Németh Ferenc | Öttusa     | Férfi egyéni                |
| Arany | Balczó András Nagy Imre Németh Ferenc | Öttusa     | Csapat                      |
| Arany | Kárpáti Rudolf | Vívás      | Férfi kard, egyéni          |
| Arany | Delneky Gábor Gerevich Aladár Horváth Zoltán Kárpáti Rudolf Kovács Pál Mendelényi Tamás | Vívás      | Férfi kard, csapat          |
| Ezüst | Zsivótzky Gyula | Atlétika   | Férfi kalapácsvetés         |
| Ezüst | Polyák Imre | Birkózás   | Kötöttfogás, 62 kg          |
| Ezüst | Szöllősi Imre | Kajak-kenu | Férfi kajak egyes 1000 m    |
| Ezüst | Mészáros György Szente András | Kajak-kenu | Férfi kajak kettes 1000 m   |
| Ezüst | Kemecsey Imre Mészáros György Szente András Szöllősi Imre | Kajak-kenu | Férfi kajak váltó 4 × 500 m |
| Ezüst | Nagy Imre | Öttusa     | Férfi egyéni                |
| Ezüst | Horváth Zoltán | Vívás      | Férfi kard, egyéni          |
| Ezüst | Dömölky Lídia Juhász Katalin Marvalics Györgyi Nyári Magda Rejtő Ildikó | Vívás      | Női tőr, csapat             |
| Bronz | Rózsavölgyi István | Atlétika   | Férfi 1500 m                |
| Bronz | Kulcsár Gergely | Atlétika   | Férfi gerelyhajítás         |
| Bronz | Farkas Imre Törő András | Kajak-kenu | Férfi kenu kettes 1000 m    |
| Bronz | Bánfalvi Klára Egresi Vilma | Kajak-kenu | Női kajak kettes 500 m      |
| Bronz | Nemzeti válogatott Albert Flórián Dalnoki Jenő Dudás Zoltán Dunai János Faragó Lajos Göröcs János Kovács Ferenc Novák Dezső Orosz Pál Pál Tibor Rákosi Gyula Sátori Imre Solymosi Ernő Török Gábor Várhidi Pál Vilezsál Oszkár | Labdarúgás | Férfi                       |
| Bronz | Veres Győző | Súlyemelés | 75 kg                       |
| Bronz | Nemzeti válogatott Bodnár András Boros Ottó Dömötör Zoltán Felkai László Gyarmati Dezső Hevesi István Jeney László Kanizsa Tivadar Katona András Kárpáti György Konrád János Markovits Kálmán Mayer Mihály Rusorán Péter       | Vízilabda  | Férfi                       |

## További magyar pontszerzők

### 4. helyezettek
| Név                                                                                       | Sportág    | Versenyszám              |
| ----------------------------------------------------------------------------------------- | ---------- | ------------------------ |
| Szécsényi József                                                                          | Atlétika   | Férfi diszkoszvetés      |
| Piti Péter                                                                                | Birkózás   | Kötöttfogás, 87 kg       |
| Kozma István                                                                              | Birkózás   | Kötöttfogás, +87 kg      |
| Balczó András                                                                             | Öttusa     | Férfi egyéni             |
| Tóth Géza                                                                                 | Súlyemelés | 82,5 kg                  |
| Boros Katalin Frank Mária Madarász Csilla Temesvári Anna                                  | Úszás      | Női 4 × 100 m gyorsváltó |
| Sákovics József                                                                           | Vívás      | Férfi párbajtőr, egyéni  |
| Czvikovszky Ferenc Fülöp Mihály Gyuricza József Kamuti Jenő Kamuti László Sákovics József | Vívás      | Férfi tőr, csapat        |
| Bárány Árpád Gábor Tamás Kausz István Marosi József Sákovics József                       | Vívás      | Férfi párbajtőr, csapat  |

### 5. helyezettek
| Név             | Sportág    | Versenyszám           |
| --------------- | ---------- | --------------------- |
| Hollósi Géza    | Birkózás   | Szabadfogás, 79 kg    |
| Reznák János    | Birkózás   | Szabadfogás, +87 kg   |
| Bánfalvi Klára  | Kajak-kenu | Női kajak egyes 500 m |
| Kellner Ferenc  | Ökölvívás  | Könnyűsúly            |
| Dobay Gyula     | Úszás      | Férfi 100 m gyors     |
| Katona József   | Úszás      | Férfi 1500 m gyors    |
| Madarász Csilla | Úszás      | Női 100 m gyors       |

### 6. helyezettek
| Név                                                                   | Sportág    | Versenyszám                |
| --------------------------------------------------------------------- | ---------- | -------------------------- |
| Bedekovics Tibor Kovács Csaba Lengyel Gyula Munteán László Wágner Pál | Evezés     | Férfi kormányos négyes     |
| Földi Imre                                                            | Súlyemelés | 56 kg                      |
| Huszka Mihály                                                         | Súlyemelés | 67,5 kg                    |
| Dávid Magda Egerváry Márta Killermann Klára Madarász Csilla           | Úszás      | Női 4 × 100 m vegyes váltó |

## Eredményesség sportáganként
A magyar csapat tizenhét sportágban összesen 155 olimpiai pontot szerzett. Az egyes sportágak eredményessége, illetve az induló versenyzők száma a következő:
| Sportág, szakág | Helyezések száma | Helyezések száma | Helyezések száma | Helyezések száma | Helyezések száma | Helyezések száma | Olimpiai pont | Indulók száma | Indulók száma | Indulók száma |
| --------------- | ---------------- | ---------------- | ---------------- | ---------------- | ---------------- | ---------------- | ------------- | ------------- | ------------- | ------------- |
| Sportág, szakág |                  |                  |                  | 4.               | 5.               | 6.               | Olimpiai pont | Férfi         | Nő            | Össz.         |
| atlétika        | 0                | 1                | 2                | 1                | 0                | 0                | 16            | 19            | 7             | 26            |
| birkózás        | 0                | 1                | 0                | 2                | 2                | 0                | 15            | 10            | 0             | 10            |
| evezés          | 0                | 0                | 0                | 0                | 0                | 1                | 1             | 9             | 0             | 9             |
| kajak-kenu      | 1                | 3                | 2                | 0                | 1                | 0                | 32            | 7             | 2             | 9             |
| kerékpározás    | 0                | 0                | 0                | 0                | 0                | 0                | 0             | 1             | 0             | 1             |
| kosárlabda      | 0                | 0                | 0                | 0                | 0                | 0                | 0             | 12            | 0             | 12            |
| labdarúgás      | 0                | 0                | 1                | 0                | 0                | 0                | 4             | 16            | 0             | 16            |
| lovaglás        | 0                | 0                | 0                | 0                | 0                | 0                | 0             | 3             | 0             | 3             |
| műugrás         | 0                | 0                | 0                | 0                | 0                | 0                | 0             | 2             | 0             | 2             |
| ökölvívás       | 1                | 0                | 0                | 0                | 1                | 0                | 9             | 6             | 0             | 6             |
| öttusa          | 2                | 1                | 0                | 1                | 0                | 0                | 22            | 3             | 0             | 3             |
| sportlövészet   | 0                | 0                | 0                | 0                | 0                | 0                | 0             | 10            | 0             | 10            |
| súlyemelés      | 0                | 0                | 1                | 1                | 0                | 2                | 9             | 5             | 0             | 5             |
| torna           | 0                | 0                | 0                | 0                | 0                | 0                | 0             | 6             | 6             | 12            |
| úszás           | 0                | 0                | 0                | 1                | 3                | 1                | 10            | 11            | 7             | 18            |
| vitorlázás      | 0                | 0                | 0                | 0                | 0                | 0                | 0             | 5             | 0             | 5             |
| vívás           | 2                | 2                | 0                | 3                | 0                | 0                | 33            | 16            | 5             | 21            |
| vízilabda       | 0                | 0                | 1                | 0                | 0                | 0                | 4             | 14            | 0             | 14            |
| Összesen        | 6                | 8                | 7                | 9                | 7                | 4                | 155           | 155           | 27            | 182           |

- Bodnár András, Felkai László és Konrád János úszásban és vízilabdában is indult.

## Atlétika
Férfi
| Versenyző          | Versenyszám     | Előfutam      | Előfutam      | Negyeddöntő      | Negyeddöntő      | Elődöntő | Elődöntő | Döntő         | Döntő         |
| Versenyző          | Versenyszám     | Idő           | Hely.         | Idő              | Hely.            | Idő      | Hely.    | Idő           | Helyezés      |
| ------------------ | --------------- | ------------- | ------------- | ---------------- | ---------------- | -------- | -------- | ------------- | ------------- |
| Csutorás Csaba     | 200 m           | 21,7          | 3.            | kiesett          | kiesett          | kiesett  | kiesett  | kiesett       | kiesett       |
| Csutorás Csaba     | 400 m           | 48,2          | 5.            | kiesett          | kiesett          | kiesett  | kiesett  | kiesett       | kiesett       |
| Kovács Lajos       | 800 m           | 1:51,3        | 3.            | 1:52,4           | 6.               | kiesett  | kiesett  | kiesett       | kiesett       |
| Kovács Lajos       | 1500 m          | 3:46,0        | 5.            |                  |                  |          |          | kiesett       | kiesett       |
| Parsch Péter       | 1500 m          | nem ért célba | nem ért célba |                  |                  |          |          | kiesett       | kiesett       |
| Parsch Péter       | 800 m           | 1:51,2        | 3.            | nem állt rajthoz | nem állt rajthoz | kiesett  | kiesett  | kiesett       | kiesett       |
| Rózsavölgyi István | 800 m           | 1:49,4        | 4.            | kiesett          | kiesett          | kiesett  | kiesett  | kiesett       | kiesett       |
| Rózsavölgyi István | 1500 m          | 3:42,0        | 2.            |                  |                  |          |          | 3:39,2        |               |
| Szabó Miklós       | 5000 m          | 14:51,6       | 8.            |                  |                  |          |          | kiesett       | kiesett       |
| Szekeres Béla      | 5000 m          | nem ért célba | nem ért célba |                  |                  |          |          | kiesett       | kiesett       |
| Iharos Sándor      | 5000 m          | 14:08,6       | 2.            |                  |                  |          |          | 14:11,4       | 10.           |
| Iharos Sándor      | 10 000 m        |               | 29:15,8       | 11.              |                  |          |          |               |               |
| Kovács József      | 10 000 m        |               | 29:42,2       | 15.              |                  |          |          |               |               |
| Simon Attila       | 3000 m akadály  | 9:02,6        | 7.            |                  |                  |          |          | kiesett       | kiesett       |
| Hecker Gerhart     | 3000 m akadály  | 9:12,4        | 9.            |                  |                  |          |          | kiesett       | kiesett       |
| Hecker Gerhart     | Maraton         |               |               |                  |                  |          |          | nem ért célba | nem ért célba |
| Balajcza Tibor     | 20 km gyaloglás |               |               |                  |                  |          |          | kizárták      | kizárták      |
| Dinesz Béla        | 50 km gyaloglás |               |               |                  |                  |          |          | nem ért célba | nem ért célba |

| Versenyző        | Versenyszám   | Selejtező | Selejtező | Döntő    | Döntő    |
| Versenyző        | Versenyszám   | Eredmény  | Helyezés  | Eredmény | Helyezés |
| ---------------- | ------------- | --------- | --------- | -------- | -------- |
| Noszály Sándor   | Magasugrás    | 200 cm    | =4.       | 203 cm   | 13.      |
| Nagy Zsigmond    | Súlylökés     | 16,84 m   | 13.       | 16,67 m  | 14.      |
| Klics Ferenc     | Diszkoszvetés | 53,34 m   | 10.       | 53,37 m  | 10.      |
| Szécsényi József | Diszkoszvetés | 55,52 m   | 2.        | 55,79 m  | 4.       |
| Csermák József   | Kalapácsvetés | 59,72 m   | 18.       | kiesett  | kiesett  |
| Zsivótzky Gyula  | Kalapácsvetés | 64,80 m   | 2.        | 65,79 m  |          |
| Kulcsár Gergely  | Gerelyhajítás | 74,40 m   | 13.       | 78,57 m  |          |

Női
| Versenyző                                                         | Versenyszám     | Előfutam | Előfutam | Elődöntő | Elődöntő | Döntő   | Döntő    |
| Versenyző                                                         | Versenyszám     | Idő      | Hely.    | Idő      | Hely.    | Idő     | Helyezés |
| ----------------------------------------------------------------- | --------------- | -------- | -------- | -------- | -------- | ------- | -------- |
| Bartos-Heldt Erzsébet                                             | 200 m           | 25,4     | 6.       | kiesett  | kiesett  | kiesett | kiesett  |
| Munkácsi Antónia                                                  | 200 m           | 24,4     | 3.       | kiesett  | kiesett  | kiesett | kiesett  |
| Kazi Olga                                                         | 800 m           | 2:10,9   | 4.       |          |          | kiesett | kiesett  |
| Sasvári-Csóka Gizella                                             | 800 m           | 2:09,6   | 2.       |          |          | 2:08,0  | 7.       |
| Bartos-Heldt Erzsébet Bácskai Mária Munkácsi Antónia Jónás Ildikó | 4 × 100 m váltó | 47,3     | 4.       |          |          | kiesett | kiesett  |

| Versenyző   | Versenyszám   | Selejtező | Selejtező | Döntő    | Döntő    |
| Versenyző   | Versenyszám   | Eredmény  | Helyezés  | Eredmény | Helyezés |
| ----------- | ------------- | --------- | --------- | -------- | -------- |
| Antal Márta | Gerelyhajítás | 50,01 m   | 6.        | 50,25 m  | 9.       |

## Birkózás
Kötöttfogású
| Versenyző      | Versenyszám | 1. forduló                         | 1. forduló | 1. forduló | 2. forduló                     | 2. forduló | 2. forduló | 3. forduló                        | 3. forduló | 3. forduló | 4. forduló                         | 4. forduló | 4. forduló | 5. forduló                 | 5. forduló | 5. forduló | 6. forduló             | 6. forduló | 6. forduló | Döntő                        | Döntő   | Döntő   | Helyezés |
| Versenyző      | Versenyszám | Ellenfél Eredmény                  | Pont       | Hely.      | Ellenfél Eredmény              | Pont       | Hely.      | Ellenfél Eredmény                 | Pont       | Hely.      | Ellenfél Eredmény                  | Pont       | Hely.      | Ellenfél Eredmény          | Pont       | Hely.      | Ellenfél Eredmény      | Pont       | Hely.      | Ellenfél Eredmény            | Pont    | Hely.   | Helyezés |
| -------------- | ----------- | ---------------------------------- | ---------- | ---------- | ------------------------------ | ---------- | ---------- | --------------------------------- | ---------- | ---------- | ---------------------------------- | ---------- | ---------- | -------------------------- | ---------- | ---------- | ---------------------- | ---------- | ---------- | ---------------------------- | ------- | ------- | -------- |
| Hódos Imre     | 57 kg       | Loek Alflen (NED) · kétvállas      | 0          | =1.        | Ion Cernea (ROU) · 2-2         | 2          | =6.        | Gilberto Gramellini (ITA) · 2-2   | 4          | 9.         | Bernard Knitter (POL) · feladta    | 8          | 11.        | kiesett                    | kiesett    | kiesett    |                        |            |            | kiesett                      | kiesett | kiesett | 11.      |
| Polyák Imre    | 62 kg       | Vojislav Gološin (YUG) · kétvállas | 0          | =1.        | erőnyerő                       | 0          | =1.        | Rahal Mahassine (MAR) · kétvállas | 0          | 1.         | Konsztantyin Virupajev (URS) · 1-3 | 1          | 1.         | Vojtech Tóth (TCH) · 1-3   | 2          | 1.         | Mihai Şulţ (ROU) · 1-3 | 3          | 1.         | Müzahir Sille (TUR) · 3-1    | 6       | 2.      |          |
| Rizmayer Antal | 73 kg       | erőnyerő                           | 0          | =1.        | Ángel Cuetos (ESP) · 1-3       | 1          | =1.        | Harald Barlie (NOR) · 1-3         | 2          | =1.        | Stevan Horvat (YUG) · 3-1          | 5          | =6.        | Mithat Bayrak (TUR) · 3-1  | 8          | 7.         | kiesett                | kiesett    | kiesett    | kiesett                      | kiesett | kiesett | 7.       |
| Gurics György  | 79 kg       | Albert Michiels (BEL) · 1-3        | 1          | =6.        | visszalépett                   | 1          | 24.        | kiesett                           | kiesett    | kiesett    | kiesett                            | kiesett    | kiesett    | kiesett                    | kiesett    | kiesett    | kiesett                | kiesett    | kiesett    | kiesett                      | kiesett | kiesett | 24.      |
| Piti Péter     | 87 kg       | Antonio Cerroni (ITA) · 1-3        | 1          | =4.        | Kurt Rusterholz (SUI) · 1-3    | 2          | =2.        | erőnyerő                          | 2          | 1.         | José Panizo (ESP) · kétvállas      | 2          | 1.         | Givi Kartozija (URS) · 3-1 | 5          | =1.        |                        |            |            | Krali Bimbalov (BUL) · 3-1   | 8       | 4.      | 4.       |
| Kozma István   | +87 kg      | Dale Lewis (USA) · 1-3             | 1          | =3.        | Radoszlav Kaszabov (BUL) · 3-1 | 4          | 7.         | Adelmo Bulgarelli (ITA) · 1-3     | 5          | =5.        |                                    |            |            |                            |            |            |                        |            |            | Lucjan Sosnowski (POL) · 1-3 | 6       | 4.      | 4.       |

Szabadfogású
| Versenyző         | Versenyszám | 1. forduló                      | 1. forduló | 1. forduló | 2. forduló                               | 2. forduló | 2. forduló | 3. forduló                           | 3. forduló | 3. forduló | 4. forduló                          | 4. forduló | 4. forduló | 5. forduló        | 5. forduló | 5. forduló | 6. forduló        | 6. forduló | 6. forduló | Döntő             | Döntő   | Döntő   | Helyezés |
| Versenyző         | Versenyszám | Ellenfél Eredmény               | Pont       | Hely.      | Ellenfél Eredmény                        | Pont       | Hely.      | Ellenfél Eredmény                    | Pont       | Hely.      | Ellenfél Eredmény                   | Pont       | Hely.      | Ellenfél Eredmény | Pont       | Hely.      | Ellenfél Eredmény | Pont       | Hely.      | Ellenfél Eredmény | Pont    | Hely.   | Helyezés |
| ----------------- | ----------- | ------------------------------- | ---------- | ---------- | ---------------------------------------- | ---------- | ---------- | ------------------------------------ | ---------- | ---------- | ----------------------------------- | ---------- | ---------- | ----------------- | ---------- | ---------- | ----------------- | ---------- | ---------- | ----------------- | ------- | ------- | -------- |
| Kellermann József | 62 kg       | Meinrad Ernst (SUI) · kétvállas | 0          | =1.        | Erkki Penttilä (FIN) · 3-1               | 3          | =6.        | Mustafa Dağıstanlı (TUR) · kétvállas | 7          | =12.       | kiesett                             | kiesett    | kiesett    | kiesett           | kiesett    | kiesett    | kiesett           | kiesett    | kiesett    | kiesett           | kiesett | kiesett | 12.      |
| Tóth Gyula        | 67 kg       | Kazuo Abe (JPN) · 3-1           | 3          | =13.       | Vlagyimir Szinyavszkij (URS) · kétvállas | 7          | =20.       | kiesett                              | kiesett    | kiesett    | kiesett                             | kiesett    | kiesett    | kiesett           | kiesett    | kiesett    |                   |            |            | kiesett           | kiesett | kiesett | 20.      |
| Hollósi Géza      | 79 kg       | Prodan Gardzsev (BUL) · 2-2     | 2          | =10.       | Ronald Hunt (AUS) · kétvállas            | 2          | 7.         | Takashi Nagai (JPN) · 1-3            | 3          | =2.        | Hasan Güngör (TUR) · 3-1            | 6          | =5.        |                   |            |            |                   |            |            | kiesett           | kiesett | kiesett | 5.       |
| Gurics György     | 87 kg       | Robert Steckle (CAN) · 1-3      | 1          | =5.        | Viking Palm (SWE) · kétvállas            | 5          | =11.       | Sajan Singh (IND) · kétvállas        | 5          | =6.        | Gholamreza Takhti (IRI) · kétvállas | 9          | =8.        | kiesett           | kiesett    | kiesett    |                   |            |            | kiesett           | kiesett | kiesett | 8.       |
| Reznák János      | +87 kg      | William Kerslake (USA) · 1-3    | 1          | 9.         | Ray Mitchell (AUS) · 2-2                 | 3          | =7.        | Kenneth Richmond (GBR) · 1-3         | 4          | =5.        | Ljutvi Ahmedov (BUL) · 2-2          | 6          | =5.        | kiesett           | kiesett    | kiesett    |                   |            |            | kiesett           | kiesett | kiesett | 5.       |

## Evezés
| Versenyző                                                                         | Versenyszám              | Előfutam | Előfutam | Vigaszág | Vigaszág | Elődöntő | Elődöntő | Döntő   | Döntő   | Helyezés    |
| Versenyző                                                                         | Versenyszám              | Idő      | Hely.    | Idő      | Hely.    | Idő      | Hely.    | Idő     | Hely.   | Helyezés    |
| --------------------------------------------------------------------------------- | ------------------------ | -------- | -------- | -------- | -------- | -------- | -------- | ------- | ------- | ----------- |
| Wágner Pál Munteán László Lengyel Gyula (kormányos)                               | Kormányos kettes         | kizárták | kizárták | 8:01,35  | 5.       |          |          | kiesett | kiesett | helyezetlen |
| Kiss Lajos Sarlós György Sátori József Zsitnik Béla                               | Kormányos nélküli négyes | 6:34,90  | 4.       | 6:43,44  | 2.       |          |          | kiesett | kiesett | helyezetlen |
| Bedekovics Tibor Kovács Csaba Munteán László Wágner Pál Lengyel Gyula (kormányos) | Kormányos négyes         | 6:40,01  | 2.       | 6:51,08  | 1.       | 7:05,84  | 3.       | 6:51,65 | 6.      | 6.          |

## Kajak-kenu
Férfi
| Versenyző                                                 | Versenyszám           | Előfutam | Előfutam | Vigaszág | Vigaszág | Elődöntő | Elődöntő | Döntő   | Döntő    |
| Versenyző                                                 | Versenyszám           | Idő      | Hely.    | Idő      | Hely.    | Idő      | Hely.    | Idő     | Helyezés |
| --------------------------------------------------------- | --------------------- | -------- | -------- | -------- | -------- | -------- | -------- | ------- | -------- |
| Szöllősi Imre                                             | Kajak egyes 1000 m    | 4:04,23  | 1.       | erőnyerő | erőnyerő | 3:57,71  | 1.       | 3:54,02 |          |
| Mészáros György Szente András                             | Kajak kettes 1000 m   | 3:38,28  | 2.       | erőnyerő | erőnyerő | 3:46,75  | 1.       | 3:34,91 |          |
| Szöllősi Imre Kemecsey Imre Szente András Mészáros György | Kajak váltó 4 × 500 m | 7:50,51  | 1.       | erőnyerő | erőnyerő | 7:50,03  | 1.       | 7:44,02 |          |
| Parti János                                               | Kenu egyes 1000 m     | 4:36,80  | 1.       | erőnyerő | erőnyerő | 4:40,50  | 1.       | 4:33,93 |          |
| Farkas Imre Törő András                                   | Kenu kettes 1000 m    | 4:29,42  | 1.       | erőnyerő | erőnyerő |          |          | 4:20,89 |          |

Női
| Versenyző                   | Versenyszám        | Előfutam | Előfutam | Vigaszág | Vigaszág | Elődöntő | Elődöntő | Döntő   | Döntő    |
| Versenyző                   | Versenyszám        | Idő      | Hely.    | Idő      | Hely.    | Idő      | Hely.    | Idő     | Helyezés |
| --------------------------- | ------------------ | -------- | -------- | -------- | -------- | -------- | -------- | ------- | -------- |
| Bánfalvi Klára              | Kajak egyes 500 m  | 2:17,39  | 3.       | erőnyerő | erőnyerő | 2:15,51  | 2.       | 2:14,02 | 5.       |
| Bánfalvi Klára Egresi Vilma | Kajak kettes 500 m | 2:01,86  | 3.       | erőnyerő | erőnyerő |          |          | 1:58,22 |          |

## Kerékpározás

### Pálya-kerékpározás
Időfutam
| Versenyző  | Versenyszám  | Idő     | Helyezés |
| ---------- | ------------ | ------- | -------- |
| Söre János | Férfi egyéni | 1:10,63 | 10.      |

## Kosárlabda
| Magyar férfi kosárlabdacsapat-játékoskeret                                                        | Magyar férfi kosárlabdacsapat-játékoskeret                                                  |
| ------------------------------------------------------------------------------------------------- | ------------------------------------------------------------------------------------------- |
| - Bánhegyi László - Bencze János - Boháty Miklós - Gabányi László - Glatz Árpád - Greminger János | - Judik Zoltán - Liptay István - Pólik György - Simon János - Temesvári Ottó - Zsíros Tibor |

### Eredmények
Csoportkör
A csoport
| Csapat                 | M | Gy | V | P+  | P–  | Pk   |
| ---------------------- | - | -- | - | --- | --- | ---- |
| Egyesült Államok (USA) | 3 | 3  | 0 | 320 | 183 | +137 |
| Olaszország (ITA)      | 3 | 2  | 1 | 226 | 247 | –21  |
| Magyarország (HUN)     | 3 | 1  | 2 | 223 | 245 | –22  |
| Japán (JPN)            | 3 | 0  | 3 | 224 | 318 | –94  |

| 1960. augusztus 26. 9:00 | Magyarország (HUN) | 93 – 66 | Japán (JPN) |  |
| 1960. augusztus 26. 9:00 | (43 – 28)          |         |             |  |

| 1960. augusztus 27. 23:00 | Olaszország (ITA) | 72 – 67 | Magyarország (HUN) |  |
| 1960. augusztus 27. 23:00 | (40 – 37)         |         |                    |  |

| 1960. augusztus 29. 9:00 | Egyesült Államok (USA) | 107 – 63 | Magyarország (HUN) |  |
| 1960. augusztus 29. 9:00 | (48 – 34)              |          |                    |  |

A 9–15. helyért
G csoport
| Csapat               | M | Gy | V | P+  | P–  | Pk  |
| -------------------- | - | -- | - | --- | --- | --- |
| Magyarország (HUN)   | 2 | 2  | 0 | 165 | 150 | +15 |
| Fülöp-szigetek (PHI) | 2 | 1  | 1 | 152 | 161 | –9  |
| Puerto Rico (PUR)    | 2 | 0  | 2 | 160 | 166 | –6  |

| 1960. szeptember 2. 9:00 | Magyarország (HUN) | 84 – 80 | Puerto Rico (PUR) |  |
| 1960. szeptember 2. 9:00 | (39 – 37)          |         |                   |  |

| 1960. szeptember 3. 16:00 | Magyarország (HUN) | 81 – 70 | Fülöp-szigetek (PHI) |  |
| 1960. szeptember 3. 16:00 | (35 – 28)          |         |                      |  |

A 9–12. helyért
| 1960. szeptember 8. 10:00 | Mexikó (MEX) | 69 – 57 | Magyarország (HUN) |  |
| 1960. szeptember 8. 10:00 | (39 – 28)    |         |                    |  |

| 1960. szeptember 10. 11:30 | Magyarország (HUN) | 74 – 70 | Franciaország (FRA) |  |
| 1960. szeptember 10. 11:30 | (40 – 28)          |         |                     |  |

A táblázat tartalmazza a 9–15. helyért lejátszott Magyarország – Fülöp-szigetek 81–70-es eredményt.
| Csapat               | M | Gy | V | P+  | P–  | Pk  |
| -------------------- | - | -- | - | --- | --- | --- |
| Magyarország (HUN)   | 3 | 2  | 1 | 212 | 209 | +3  |
| Franciaország (FRA)  | 3 | 2  | 1 | 283 | 211 | +72 |
| Fülöp-szigetek (PHI) | 3 | 1  | 2 | 210 | 267 | –57 |
| Mexikó (MEX)         | 3 | 1  | 2 | 195 | 213 | –18 |

| Csapat             | Helyezés |
| ------------------ | -------- |
| Magyarország (HUN) | 9.       |

## Labdarúgás
| Magyar labdarúgócsapat-játékoskeret                                                                                      | Magyar labdarúgócsapat-játékoskeret                                                                                |
| --- | --- |
| - Albert Flórián - Dalnoki Jenő - Dudás Zoltán - Dunai János - Faragó Lajos - Göröcs János - Kovács Ferenc - Novák Dezső | - Orosz Pál - Pál Tibor - Rákosi Gyula - Sátori Imre - Solymosi Ernő - Török Gábor - Várhidi Pál - Vilezsál Oszkár |

### Eredmények
Csoportkör
D csoport
| Csapat        | M | Gy | D | V | G+ | G– | Gk  | P |
| ------------- | - | -- | - | - | -- | -- | --- | - |
| Magyarország  | 3 | 3  | 0 | 0 | 15 | 3  | +12 | 6 |
| Franciaország | 3 | 1  | 1 | 1 | 3  | 9  | –6  | 3 |
| Peru          | 3 | 1  | 0 | 2 | 6  | 9  | –3  | 2 |
| India         | 3 | 0  | 1 | 2 | 3  | 6  | –3  | 1 |

| 1960. augusztus 26. 16:00 |

| Magyarország          | 2–1               | India       |
| --------------------- | ----------------- | ----------- |
| Göröcs 23' Albert 56' | (1–0) Jegyzőkönyv | Balaram 79' |

| L’Aquila Játékvezető: Ben Saïd (tunéziai) |

| 1960. augusztus 29. 21:00 |

| Magyarország                                       | 6–2               | Peru            |
| -------------------------------------------------- | ----------------- | --------------- |
| Albert 17' 87' Rákosi 27' Göröcs 33' Dunai 46' 63' | (3–1) Jegyzőkönyv | Ramirez 25' 79' |

| Nápoly Játékvezető: Bonetto (olasz) |

| 1960. szeptember 1. 16:00 |

| Magyarország                                    | 7–0               | Franciaország |
| ----------------------------------------------- | ----------------- | ------------- |
| Albert 12' 85' Göröcs 34' 59' 77' Dunai 41' 79' | (3–0) Jegyzőkönyv |               |

| Róma Játékvezető: Orlandini (olasz) |

Elődöntő
| 1960. szeptember 6. 21:00 |

| Dánia                          | 2–0               | Magyarország |
| ------------------------------ | ----------------- | ------------ |
| Harald Nielsen 19' Enoksen 81' | (1–0) Jegyzőkönyv |              |

| Róma Nézőszám: 10 000 Játékvezető: Leafe (brit) |

Bronzmérkőzés
| 1960. szeptember 9. 21:00 |

| Magyarország        | 2–1               | Olaszország  |
| ------------------- | ----------------- | ------------ |
| Orosz 32' Dunai 69' | (1–0) Jegyzőkönyv | Tomeazzi 84' |

| Róma Játékvezető: Leafe (brit) |

| Csapat             | Helyezés |
| ------------------ | -------- |
| Magyarország (HUN) |          |

## Lovaglás
Díjugratás
| Versenyző                           | Ló                         | Versenyszám | 1. forduló    | 1. forduló    | 2. forduló | 2. forduló | Összesen    | Összesen    |
| Versenyző                           | Ló                         | Versenyszám | Pont          | Hely.         | Pont       | Hely.      | Pont        | Helyezés    |
| ----------------------------------- | -------------------------- | ----------- | ------------- | ------------- | ---------- | ---------- | ----------- | ----------- |
| Suti István                         | Széplány                   | Egyéni      | 12,00         | =5.           | 16,50      | 15.        | 28,50       | 10.         |
| Karcsú Imre                         | Aranyos                    | Egyéni      | nem ért célba | nem ért célba | kiesett    | kiesett    | helyezetlen | helyezetlen |
| Móra László                         | Szertelen                  | Egyéni      | nem ért célba | nem ért célba | kiesett    | kiesett    | helyezetlen | helyezetlen |
| Suti István Karcsú Imre Móra László | Széplány Aranyos Szertelen | Csapat      | 82,75         | nem ért célba | kiesett    | kiesett    | helyezetlen | helyezetlen |

## Műugrás
Férfi
| Versenyző     | Versenyszám        | Selejtező | Selejtező | Elődöntő | Elődöntő | Elődöntő | Döntő   | Döntő   | Döntő    |
| Versenyző     | Versenyszám        | Pont      | Helyezés  | Pont     | Össz.    | Helyezés | Pont    | Össz.   | Helyezés |
| ------------- | ------------------ | --------- | --------- | -------- | -------- | -------- | ------- | ------- | -------- |
| Dóra József   | Egyéni műugrás     | 41,21     | 30.       | kiesett  | kiesett  | kiesett  | kiesett | kiesett | kiesett  |
| Dóra József   | Egyéni toronyugrás | 45,51     | 23.       | kiesett  | kiesett  | kiesett  | kiesett | kiesett | kiesett  |
| Konkoly János | Egyéni toronyugrás | 50,01     | 19.       | kiesett  | kiesett  | kiesett  | kiesett | kiesett | kiesett  |
| Konkoly János | Egyéni műugrás     | 46,94     | 24.       | kiesett  | kiesett  | kiesett  | kiesett | kiesett | kiesett  |

## Ökölvívás
| Versenyző      | Versenyszám  | Selejtező         | 32-es főtábla               | Nyolcaddöntő                 | Negyeddöntő                    | Elődöntő                          | Döntő                      | Helyezés |
| Versenyző      | Versenyszám  | Ellenfél Eredmény | Ellenfél Eredmény           | Ellenfél Eredmény            | Ellenfél Eredmény              | Ellenfél Eredmény                 | Ellenfél Eredmény          | Helyezés |
| -------------- | ------------ | ----------------- | --------------------------- | ---------------------------- | ------------------------------ | --------------------------------- | -------------------------- | -------- |
| Török Gyula    | Légsúly      | erőnyerő          | Eusebio Mesa (ESP) · KO     | Rocky Gattellari (AUS) · 3-2 | Miguel Ángel Botta (ARG) · 5-0 | Abdel Moneim El-Gindy (RAU) · 4-1 | Szergej Szivko (URS) · 3-2 |          |
| Nagy József    | Harmatsúly   | erőnyerő          | Jean Parra (FRA) · 3-2      | Horst Rascher (EUA) · 1-4    | kiesett                        | kiesett                           | kiesett                    | 9.       |
| Baranyai Lajos | Pehelysúly   |                   | Carlos Aro (ARG) · 0-5      | kiesett                      | kiesett                        | kiesett                           | kiesett                    | 17.      |
| Kellner Ferenc | Könnyűsúly   | erőnyerő          | Jacques Cotot (FRA) · 3-2   | Yasuyuki Ito (JPN) · 5-0     | Richard McTaggart (GBR) · 2-3  | kiesett                           | kiesett                    | 5.       |
| Pál György     | Kisváltósúly | erőnyerő          | Azouz Bechir (TUN) · RSC    | Marian Kasprzyk (POL) · 0-5  | kiesett                        | kiesett                           | kiesett                    | 9.       |
| Sebők László   | Váltósúly    | erőnyerő          | Henry Loubscher (RSA) · 0-5 | kiesett                      | kiesett                        | kiesett                           | kiesett                    | 17.      |

## Öttusa
| Versenyző                             | Versenyszám | Lovaglás | Lovaglás | Lovaglás | Lovaglás | Vívás    | Vívás | Vívás | Lövészet | Lövészet | Lövészet | Úszás  | Úszás | Úszás | Futás   | Futás | Futás | Összesen    | Összesen |
| Versenyző                             | Versenyszám | Idő      | Bünt.    | Pont     | Hely.    | Eredmény | Pont  | Hely. | Pontszám | Pont     | Hely.    | Idő    | Pont  | Hely. | Idő     | Pont  | Hely. | Összes pont | Helyezés |
| ------------------------------------- | ----------- | -------- | -------- | -------- | -------- | -------- | ----- | ----- | -------- | -------- | -------- | ------ | ----- | ----- | ------- | ----- | ----- | ----------- | -------- |
| Balczó András                         | Egyéni      | 8:21,0   | 80       | 1037     | 21.      | 38–19    | 885   | 6.    | 183      | 760      | 35.      | 3:45,0 | 1075  | 1.    | 13:48,0 | 1216  | 2.    | 4973        | 4.       |
| Nagy Imre                             | Egyéni      | 8:44,0   | 0        | 1048     | 19.      | 43–14    | 1000  | 1.    | 187      | 840      | 17.      | 4:13,0 | 935   | 18.   | 14:05,0 | 1165  | 8.    | 4988        |          |
| Németh Ferenc                         | Egyéni      | 8:37,0   | 60       | 1009     | 31.      | 42–15    | 977   | 2.    | 189      | 880      | 8.       | 4:02,0 | 990   | 6.    | 14:04,9 | 1168  | 7.    | 5024        |          |
| Balczó András Nagy Imre Németh Ferenc | Csapat      |          |          | 3094     | 5.       |          | 2740  | 1.    |          | 2480     | 6.       |        | 3000  | 1.    |         | 3549  | 2.    | 14863       |          |

## Sportlövészet
Férfi
| Versenyző       | Versenyszám                    | Selejtező | Selejtező | Selejtező | Döntő | Döntő    |
| Versenyző       | Versenyszám                    | Csoport   | Pont      | Helyezés  | Pont  | Helyezés |
| --------------- | ------------------------------ | --------- | --------- | --------- | ----- | -------- |
| Gyönyörű József | Gyorstüzelő pisztoly           |           |           |           | 573   | 25.      |
| Kun Ferenc      | Gyorstüzelő pisztoly           |           |           |           | 578   | 15.      |
| Balogh Ambrus   | Szabadpisztoly                 | A         | 350       | 13.       | 538   | 16.      |
| Dosztály János  | Sportpuska, fekvő              | B         | 384       | 15.       | 580   | 21.      |
| Simkó Imre      | Sportpuska, fekvő              | A         | 385       | 14.       | 578   | 30.      |
| Simkó Imre      | Sportpuska, összetett          | A         | 553       | 10.       | 1128  | 15.      |
| Holup János     | Sportpuska, összetett          | B         | 562       | 1.        | 1134  | 8.       |
| Krebs Sándor    | Szabadpuska, összetett (300 m) | B         | 561       | 7.        | 1118  | 8.       |
| Szabó Miklós    | Szabadpuska, összetett (300 m) | A         | 550       | 8.        | 1096  | 18.      |
| Kulin Károly    | Trap                           |           | 85        | =33.      | 167   | 31.      |
| Szomjas Ede     | Trap                           |           | 93        | =6.       | 178   | =19.     |

## Súlyemelés
| Versenyző      | Versenyszám | Nyomás   | Nyomás   | Szakítás | Szakítás | Lökés    | Lökés    | Összesen | Helyezés |
| Versenyző      | Versenyszám | Eredmény | Helyezés | Eredmény | Helyezés | Eredmény | Helyezés | Összesen | Helyezés |
| -------------- | ----------- | -------- | -------- | -------- | -------- | -------- | -------- | -------- | -------- |
| Borsányi Árpád | 56 kg       | 82,5     | 19.      | 92,5     | =8.      | 120,0    | =11.     | 295,0    | 14.      |
| Földi Imre     | 56 kg       | 100,0    | =2.      | 90,0     | =10.     | 130,0    | =4.      | 320,0    | 6.       |
| Huszka Mihály  | 67,5 kg     | 110,0    | =11.     | 107,5    | =9.      | 147,5    | =4.      | 365,0    | 6.       |
| Veres Győző    | 75 kg       | 130,0    | 4.       | 120,0    | =4.      | 155,0    | =3.      | 405,0    |          |
| Tóth Géza      | 82,5 kg     | 125,0    | =7.      | 125,0    | =3.      | 167,5    | 3.       | 417,5    | 4.       |

## Torna
Férfi
| Versenyző                                                                          | Versenyszám      | Selejtező | Selejtező | Döntő    | Döntő    |
| Versenyző                                                                          | Versenyszám      | Pontszám  | Helyezés  | Pontszám | Helyezés |
| ---------------------------------------------------------------------------------- | ---------------- | --------- | --------- | -------- | -------- |
| Bejek Géza                                                                         | Talaj            | 17,65     | =81.      | kiesett  | kiesett  |
| Bejek Géza                                                                         | Ugrás            | 17,75     | =69.      | kiesett  | kiesett  |
| Bejek Géza                                                                         | Korlát           | 17,85     | =74.      | kiesett  | kiesett  |
| Bejek Géza                                                                         | Nyújtó           | 17,00     | 99.       | kiesett  | kiesett  |
| Bejek Géza                                                                         | Gyűrű            | 17,60     | =88.      | kiesett  | kiesett  |
| Bejek Géza                                                                         | Lólengés         | 17,85     | =69.      | kiesett  | kiesett  |
| Bejek Géza                                                                         | Egyéni összetett |           |           | 105,70   | 80.      |
| Békési Sándor                                                                      | Talaj            | 18,30     | =39.      | kiesett  | kiesett  |
| Békési Sándor                                                                      | Ugrás            | 18,35     | =28.      | kiesett  | kiesett  |
| Békési Sándor                                                                      | Korlát           | 18,05     | =66.      | kiesett  | kiesett  |
| Békési Sándor                                                                      | Nyújtó           | 15,45     | 112.      | kiesett  | kiesett  |
| Békési Sándor                                                                      | Gyűrű            | 17,50     | 91.       | kiesett  | kiesett  |
| Békési Sándor                                                                      | Lólengés         | 17,60     | =78.      | kiesett  | kiesett  |
| Békési Sándor                                                                      | Egyéni összetett |           |           | 105,25   | 84.      |
| Csányi Rajmund                                                                     | Talaj            | 18,20     | =52.      | kiesett  | kiesett  |
| Csányi Rajmund                                                                     | Ugrás            | 18,25     | =34.      | kiesett  | kiesett  |
| Csányi Rajmund                                                                     | Korlát           | 18,15     | =56.      | kiesett  | kiesett  |
| Csányi Rajmund                                                                     | Nyújtó           | 18,80     | =20.      | kiesett  | kiesett  |
| Csányi Rajmund                                                                     | Gyűrű            | 18,70     | =30.      | kiesett  | kiesett  |
| Csányi Rajmund                                                                     | Lólengés         | 18,00     | =59.      | kiesett  | kiesett  |
| Csányi Rajmund                                                                     | Egyéni összetett |           |           | 110,10   | 35.      |
| Keszthelyi Rudolf                                                                  | Talaj            | 18,60     | =22.      | kiesett  | kiesett  |
| Keszthelyi Rudolf                                                                  | Ugrás            | 18,00     | =52.      | kiesett  | kiesett  |
| Keszthelyi Rudolf                                                                  | Korlát           | 18,20     | =54.      | kiesett  | kiesett  |
| Keszthelyi Rudolf                                                                  | Nyújtó           | 18,00     | =70.      | kiesett  | kiesett  |
| Keszthelyi Rudolf                                                                  | Gyűrű            | 18,45     | =43.      | kiesett  | kiesett  |
| Keszthelyi Rudolf                                                                  | Lólengés         | 17,85     | =69.      | kiesett  | kiesett  |
| Keszthelyi Rudolf                                                                  | Egyéni összetett |           |           | 109,10   | 49.      |
| Mester János                                                                       | Talaj            | 18,05     | =66.      | kiesett  | kiesett  |
| Mester János                                                                       | Ugrás            | 17,65     | =81.      | kiesett  | kiesett  |
| Mester János                                                                       | Korlát           | 17,50     | =87.      | kiesett  | kiesett  |
| Mester János                                                                       | Nyújtó           | 18,05     | =65.      | kiesett  | kiesett  |
| Mester János                                                                       | Gyűrű            | 17,10     | =102.     | kiesett  | kiesett  |
| Mester János                                                                       | Lólengés         | 18,40     | =38.      | kiesett  | kiesett  |
| Mester János                                                                       | Egyéni összetett |           |           | 106,75   | 75.      |
| Varga Lajos                                                                        | Talaj            | 18,20     | =52.      | kiesett  | kiesett  |
| Varga Lajos                                                                        | Ugrás            | 18,25     | =34.      | kiesett  | kiesett  |
| Varga Lajos                                                                        | Korlát           | 18,70     | =26.      | kiesett  | kiesett  |
| Varga Lajos                                                                        | Nyújtó           | 18,40     | =46.      | kiesett  | kiesett  |
| Varga Lajos                                                                        | Gyűrű            | 18,75     | =25.      | kiesett  | kiesett  |
| Varga Lajos                                                                        | Lólengés         | 18,05     | =57.      | kiesett  | kiesett  |
| Varga Lajos                                                                        | Egyéni összetett |           |           | 110,35   | 32.      |
| Bejek Géza Békési Sándor Csányi Rajmund Keszthelyi Rudolf Mester János Varga Lajos | Csapat összetett |           |           | 545,45   | 12.      |

Női
| Versenyző                                                                    | Versenyszám      | Selejtező | Selejtező | Döntő    | Döntő    |
| Versenyző                                                                    | Versenyszám      | Pontszám  | Helyezés  | Pontszám | Helyezés |
| ---------------------------------------------------------------------------- | ---------------- | --------- | --------- | -------- | -------- |
| Bencsik Mária                                                                | Talaj            | 18,433    | =44.      | kiesett  | kiesett  |
| Bencsik Mária                                                                | Ugrás            | 17,866    | =44.      | kiesett  | kiesett  |
| Bencsik Mária                                                                | Felemás korlát   | 17,899    | =62.      | kiesett  | kiesett  |
| Bencsik Mária                                                                | Gerenda          | 17,832    | 47.       | kiesett  | kiesett  |
| Bencsik Mária                                                                | Egyéni összetett |           |           | 72,030   | =46.     |
| Ducza Anikó                                                                  | Talaj            | 19,133    | =7.       | kiesett  | kiesett  |
| Ducza Anikó                                                                  | Ugrás            | 18,266    | 21.       | kiesett  | kiesett  |
| Ducza Anikó                                                                  | Felemás korlát   | 18,600    | =29.      | kiesett  | kiesett  |
| Ducza Anikó                                                                  | Gerenda          | 17,399    | =57.      | kiesett  | kiesett  |
| Ducza Anikó                                                                  | Egyéni összetett |           |           | 73,398   | =22.     |
| Förstner Klára                                                               | Talaj            | 18,399    | 49.       | kiesett  | kiesett  |
| Förstner Klára                                                               | Ugrás            | 18,032    | =34.      | kiesett  | kiesett  |
| Förstner Klára                                                               | Felemás korlát   | 18,266    | 45.       | kiesett  | kiesett  |
| Förstner Klára                                                               | Gerenda          | 18,000    | 39.       | kiesett  | kiesett  |
| Förstner Klára                                                               | Egyéni összetett |           |           | 72,697   | =34.     |
| Füle Judit                                                                   | Talaj            | 18,732    | 26.       | kiesett  | kiesett  |
| Füle Judit                                                                   | Ugrás            | 18,233    | =22.      | kiesett  | kiesett  |
| Füle Judit                                                                   | Felemás korlát   | 18,466    | =37.      | kiesett  | kiesett  |
| Füle Judit                                                                   | Gerenda          | 18,400    | 16.       | kiesett  | kiesett  |
| Füle Judit                                                                   | Egyéni összetett |           |           | 73,831   | 19.      |
| Müller Katalin                                                               | Talaj            | 18,299    | =52.      | kiesett  | kiesett  |
| Müller Katalin                                                               | Ugrás            | 17,866    | =44.      | kiesett  | kiesett  |
| Müller Katalin                                                               | Felemás korlát   | 17,999    | =55.      | kiesett  | kiesett  |
| Müller Katalin                                                               | Gerenda          | 18,366    | =17.      | kiesett  | kiesett  |
| Müller Katalin                                                               | Egyéni összetett |           |           | 72,530   | 38.      |
| Tass Olga                                                                    | Talaj            | 18,899    | 18.       | kiesett  | kiesett  |
| Tass Olga                                                                    | Ugrás            | 17,866    | =44.      | kiesett  | kiesett  |
| Tass Olga                                                                    | Felemás korlát   | 18,633    | =26.      | kiesett  | kiesett  |
| Tass Olga                                                                    | Gerenda          | 16,999    | 74.       | kiesett  | kiesett  |
| Tass Olga                                                                    | Egyéni összetett |           |           | 72,397   | 40.      |
| Bencsik Mária Ducza Anikó Förstner Klára Füle Judit Müller Katalin Tass Olga | Csapat összetett |           |           | 367,054  | 7.       |

## Úszás
Férfi
| Versenyző                                               | Versenyszám            | Előfutam | Előfutam | Előfutam | Elődöntő | Elődöntő | Elődöntő | Döntő   | Döntő    |
| Versenyző                                               | Versenyszám            | Idő      | Hely.    | Össz.    | Idő      | Hely.    | Össz.    | Idő     | Helyezés |
| ------------------------------------------------------- | ---------------------- | -------- | -------- | -------- | -------- | -------- | -------- | ------- | -------- |
| Dobay Gyula                                             | 100 m gyors            | 56,5     | 1.       | 5.*      | 56,3     | 2.       | 4.*      | 56,3    | 5.       |
| Lantos László                                           | 100 m gyors            | 57,4     | 3.       | 14.      | 58,0     | 6.       | 18.*     | kiesett | kiesett  |
| Hornyánszky Tamás                                       | 400 m gyors            | 4:46,2   | 4.       | 29.      |          |          |          | kiesett | kiesett  |
| Katona József                                           | 400 m gyors            | 4:29,5   | 2.       | 9.       |          |          |          | kiesett | kiesett  |
| Katona József                                           | 1500 m gyors           | 17:53,5  | 2.       | 4.       |          |          |          | 17:43,7 | 5.       |
| Bodnár András                                           | 1500 m gyors           | 20:22,2  | 6.       | 27.      |          |          |          | kiesett | kiesett  |
| Csikány József                                          | 100 m hát              | 1:04,5   | 2.       | 8.       | 1:05,2   | 7.       | 12.**    | kiesett | kiesett  |
| Konrád János                                            | 100 m hát              | 1:19,9   | 7.       | 37.      | kiesett  | kiesett  | kiesett  | kiesett | kiesett  |
| Felkai László                                           | 200 m mell             | kizárták | kizárták | kizárták | kiesett  | kiesett  | kiesett  | kiesett | kiesett  |
| Kunsági György                                          | 200 m mell             | 2:42,2   | 3.       | 14.      | 2:42,4   | 8.       | 15.      | kiesett | kiesett  |
| Kiss László                                             | 200 m pillangó         | 2:31,0   | 4.       | 24.      | kiesett  | kiesett  | kiesett  | kiesett | kiesett  |
| Müller György Lantos László Dobay Gyula Katona József   | 4 × 200 m gyorsváltó   | 8:32,6   | 5.       | 10.      |          |          |          | kiesett | kiesett  |
| Csikány József Kunsági György Kiss László Lantos László | 4 × 100 m vegyes váltó | 4:17,7   | 4.       | 9.*      |          |          |          | kiesett | kiesett  |

Női
| Versenyző                                                   | Versenyszám            | Előfutam | Előfutam | Előfutam | Elődöntő | Elődöntő | Elődöntő | Döntő   | Döntő    |
| Versenyző                                                   | Versenyszám            | Idő      | Hely.    | Össz.    | Idő      | Hely.    | Össz.    | Idő     | Helyezés |
| ----------------------------------------------------------- | ---------------------- | -------- | -------- | -------- | -------- | -------- | -------- | ------- | -------- |
| Boros Katalin                                               | 100 m gyors            | 1:05,2   | 3.       | 12.      | 1:06,2   | 7.       | 15.      | kiesett | kiesett  |
| Madarász Csilla                                             | 100 m gyors            | 1:04,5   | 1.       | 9.       | 1:03,0   | 3.       | 4.       | 1:03,6  | 5.       |
| Frank Mária                                                 | 400 m gyors            | 5:21,9   | 6.       | 18.      |          |          |          | kiesett | kiesett  |
| Dávid Magda                                                 | 100 m hát              | 1:15,7   | 5.       | 21.      |          |          |          | kiesett | kiesett  |
| Temesvári Anna                                              | 100 m hát              | 1:21,5   | 8.       | 29.      |          |          |          | kiesett | kiesett  |
| Killermann Klára                                            | 200 m mell             | 2:58,7   | 2.       | 13.      |          |          |          | kiesett | kiesett  |
| Egerváry Márta                                              | 100 m pillangó         | 1:19,4   | 6.       | 22.      |          |          |          | kiesett | kiesett  |
| Temesvári Anna Frank Mária Boros Katalin Madarász Csilla    | 4 × 100 m gyorsváltó   | 4:22,2   | 2.       | 3.       |          |          |          | 4:21,2  | 4.       |
| Dávid Magda Killermann Klára Egerváry Márta Madarász Csilla | 4 × 100 m vegyes váltó | 4:52,8   | 4.       | 5.       |          |          |          | 4:53,7  | 6.       |

* - egy másik versenyzővel/váltóval azonos időt ért el

** - két másik versenyzővel azonos időt ért el

## Vitorlázás
Nyílt
| Versenyző                    | Versenyszám     | Futam | Futam | Futam | Futam | Futam | Futam | Futam | Pontszám | Helyezés |
| Versenyző                    | Versenyszám     | 1     | 2     | 3     | 4     | 5     | 6     | 7     | Pontszám | Helyezés |
| ---------------------------- | --------------- | ----- | ----- | ----- | ----- | ----- | ----- | ----- | -------- | -------- |
| Tolnay Kálmán                | Finn dingi      | 415   | (198) | 247   | 366   | 214   | 604   | 214   | 2060     | 25.      |
| Jutasi István Telegdy István | Csillaghajó     | 437   | (340) | 738   | 671   | 402   | 340   | 475   | 3063     | 12.      |
| Holényi Imre Molnár Albin    | Repülő hollandi | 291   | 513   | 638   | 551   | 1291  | (101) | 291   | 3575     | 13.      |

## Vívás
Férfi
| Versenyző                                                                                 | Versenyszám       | Csoportkör | Csoportkör | Csoportkör | Csoportkör | Csoportkör | Csoportkör        | Csoportkör | Csoportkör       | Csoportkör | Csoportkör       | Helyezés    |
| Versenyző                                                                                 | Versenyszám       | 1. kör | 1. kör     | 2. kör | 2. kör     | Negyeddöntő | Negyeddöntő       | Elődöntő | Elődöntő         | Döntő | Döntő            | Helyezés    |
| Versenyző                                                                                 | Versenyszám       | Ellenfél Eredmény | Hely.      | Ellenfél Eredmény | Hely.      | Ellenfél Eredmény | Hely.             | Ellenfél Eredmény | Hely.            | Ellenfél Eredmény | Hely.            | Helyezés    |
| ----------------------------------------------------------------------------------------- | ----------------- | --- | ---------- | --- | ---------- | --- | ----------------- | --- | ---------------- | --- | ---------------- | ----------- |
| Fülöp Mihály                                                                              | Tőr, egyéni       | 6. csoport · Joaquín Moya (ESP) · 5-2 · Hans Lagerwall (SWE) · 5-1 · William Fajardo (MEX) · 5-1 · Henri Bini (MON) · 5-0 · Raoul Barouch (TUN) · 5-4 · Bill Hoskyns (GBR) · 1-5                            | 2.         | 3. csoport · Eberhard Mehl (EUA) · 5-3 · André Verhalle (BEL) · 5-3 · Raúl Cicero (MEX) · 5-3 · Viktor Zsdanovics (URS) · 3-5 · Joseph Paletta Jr. (USA) · 4-5            | 3.         | 4. csoport · Eberhard Mehl (EUA) · 5-4 · Tănase Mureșanu (ROU) · 5-3 · Allan Jay (GBR) · 5-3 · Albert Axelrod (USA) · 3-5 · Jean-Claude Magnan (FRA) · 1-5 · Rájátszás: · Tănase Mureșanu (ROU) · 5-3 · Eberhard Mehl (EUA) · nem vívtak                                       | 3. Rájátszás: =1. | 1. csoport · Christian d’Oriola (FRA) · 5-4 · Ryszard Parulski (POL) · 5-1 · Albert Axelrod (USA) · 1-5 · Witold Woyda (POL) · 3-5 · Viktor Zsdanovics (URS) · 1-5 · Rájátszás: · Christian d’Oriola (FRA) · 2-5 · Ryszard Parulski (POL) · nem vívtak | 5. Rájátszás: 2. | kiesett | kiesett          | helyezetlen |
| Kamuti Jenő                                                                               | Tőr, egyéni       | 4. csoport · Janusz Różycki (POL) · 5-3 · Eugene Glazer (USA) · 5-1 · Jesús Díez (ESP) · 5-3 · Göran Abrahamsson (SWE) · 5-2 · Luis García (VEN) · 4-5 · Gilbert Orengo (MON) · nem vívtak                  | 2.         | 6. csoport · Allan Jay (GBR) · 5-1 · Eugene Glazer (USA) · 5-3 · Attila Csipler (ROU) · 5-3 · Funamizu Micujuki (JPN) · 5-2 · Roger Closset (FRA) · 4-5                   | 1.         | 1. csoport · Witold Woyda (POL) · 5-3 · Mario Curletto (ITA) · 5-2 · Bill Hoskyns (GBR) · 4-5 · Jurij Sziszikin (URS) · 4-5 · André Verhalle (BEL) · 2-5 · Rájátszás: · Witold Woyda (POL) · 1-5 · Mario Curletto (ITA) · 5-2                                                  | 4. Rájátszás: 2.  | kiesett | kiesett          | kiesett | kiesett          | helyezetlen |
| Kamuti László                                                                             | Tőr, egyéni       | 8. csoport · Brian McCowage (AUS) · 5-1 · Ókava Heizaburó (JPN) · 5-4 · Orvar Lindwall (SWE) · 5-1 · Charles El-Gressy (MAR) · 5-2 · Trần Văn Xuan (VIE) · 5-1 · Jean Link (LUX) · 2-5                      | 2.         | 1. csoport · Jean-Claude Magnan (FRA) · 3-5 · Bill Hoskyns (GBR) · 1-5 · Albert Axelrod (USA) · 2-5 · Jesús Gruber (VEN) · 3-5 · Joaquín Moya (ESP) · nem vívtak          | 5.         | kiesett | kiesett           | kiesett | kiesett          | kiesett | kiesett          | helyezetlen |
| Gábor Tamás                                                                               | Párbajtőr, egyéni | 12. csoport · Göran Abrahamsson (SWE) · 5-4 · René Van Den Driessche (BEL) · 5-3 · Keith Hackshall (AUS) · 5-2 · Thomas Kearney (IRL) · 5-3 · Antonio Almada (MEX) · 2-5 · Armand Mouyal (FRA) · nem vívtak | 2.         | 4. csoport · Yves Dreyfus (FRA) · 5-4 · Rolf Wiik (FIN) · 5-2 · José Fernandes (POR) · 7-6 · Berndt-Otto Rehbinder (SWE) · 3-5 · Arnold Csarnusevics (URS) · 4-5          | 3.         | 1. csoport · Göran Abrahamsson (SWE) · 5-2 · Giovanni Battista Breda (ITA) · 4-5 · Bruno Habārovs (URS) · 5-6 · Allan Jay (GBR) · 3-5 · Janusz Kurczab (POL) · 2-5 | 5.                | kiesett | kiesett          | kiesett | kiesett          | helyezetlen |
| Kausz István                                                                              | Párbajtőr, egyéni | 4. csoport · Giovanni Battista Breda (ITA) · 5-2 · John Pelling (GBR) · 5-3 · Michel Saykali (LIB) · 5-3 · Benito Ramos (MEX) · 5-2 · Manuel Martínez (ESP) · nem vívtak                                    | 1.         | 5. csoport · Bohdan Gonsior (POL) · 5-1 · John Pelling (GBR) · 5-1 · Eddi Gutenkauf (LUX) · 5-0 · Bruno Habārovs (URS) · 3-5 · Paul Gnaier (EUA) · 4-5                    | 3.         | 3. csoport · Berndt-Otto Rehbinder (SWE) · 5-3 · Wiesław Glos (POL) · 5-4 · Jacques Guittet (FRA) · 5-3 · Giuseppe Delfino (ITA) · 1-5 · Paul Gnaier (EUA) · 3-5 | 2.                | 1. csoport · Alberto Pellegrino (ITA) · 5-4 · Allan Jay (GBR) · 1-5 · Bruno Habārovs (URS) · 4-5 · Armand Mouyal (FRA) · 3-5 · Roger Achten (BEL) · 3-5                                                                                                | 6.               | kiesett | kiesett          | helyezetlen |
| Sákovics József                                                                           | Párbajtőr, egyéni | 2. csoport · José Ferreira (POR) · 5-4 · Kaj Czarnecki (FIN) · 5-2 · Hans Lagerwall (SWE) · 5-4 · Trần Văn Xuan (VIE) · 5-1 · Roger Achten (BEL) · nem vívtak                                               | =1.        | 2. csoport · Alberto Pellegrino (ITA) · 5-4 · Roger Achten (BEL) · 6-5 · Alberto Balestrini (ARG) · 5-3 · Brian Pickworth (NZL) · 5-1 · Wiesław Glos (POL) · nem vívtak   | 1.         | 4. csoport · Roger Achten (BEL) · 5-3 · Arnold Csarnusevics (URS) · 5-4 · Dieter Fänger (EUA) · 5-3 · Armand Mouyal (FRA) · 3-5 · Adalbert Gurath Jr. (ROU) · 4-5 · Rájátszás: · Armand Mouyal (FRA) · 4-5 · Arnold Csarnusevics (URS) · 5-4 · Roger Achten (BEL) · nem vívtak | 3. Rájátszás: 3.  | 2. csoport · Giuseppe Delfino (ITA) · 5-2 · Giovanni Battista Breda (ITA) · 5-3 · Berndt-Otto Rehbinder (SWE) · 5-3 · Yves Dreyfus (FRA) · 4-5 · Guram Kosztava (URS) · 4-5                                                                            | 1.               | Döntő csoport · Giuseppe Delfino (ITA) · 6-5 · Bruno Habārovs (URS) · 7-6 · Roger Achten (BEL) · 5-2 · Armand Mouyal (FRA) · 5-2 · Allan Jay (GBR) · 2-5 · Yves Dreyfus (FRA) · 3-5 · Giovanni Battista Breda (ITA) · 4-5 · Rájátszás: A bronzéremért · Bruno Habārovs (URS) · 7-8                                                                  | 4.               | 4.          |
| Gerevich Aladár                                                                           | Kard, egyéni      | 9. csoport · Michael D'Asaro Sr. (USA) · 5-2 · Emeric Arus (ROU) · 5-4 · Gustave Ballister (BEL) · 5-3 · Michael Ron (ISR) · 5-2 · Mohamed Ben Joullon (MAR) · 5-1                                          | 1.         | 2. csoport · Jacques Roulot (FRA) · 5-3 · José Van Baelen (BEL) · 5-1 · Borisz Sztavrev (BUL) · 5-4 · Wladimiro Calarese (ITA) · 4-5 · Alfonso Morales (USA) · nem vívtak | 1.         | 3. csoport · Wojciech Zabłocki (POL) · 5-3 · Teodoro Goliardi (URU) · 5-0 · Walter Köstner (EUA) · 5-2 · Jacques Roulot (FRA) · 4-5 · Nugzar Aszatiani (URS) · 3-5 | 2.                | 2. csoport · Jerzy Pawłowski (POL) · 5-4 · Jacques Roulot (FRA) · 5-3 · Horváth Zoltán (HUN) · 4-5 · Wladimiro Calarese (ITA) · 4-5 · Jakov Rilszkij (URS) · 3-5 · Rájátszás: · Wladimiro Calarese (ITA) · 1-5 · Jakov Rilszkij (URS) · 5-3            | 5. Rájátszás: 3. | kiesett | kiesett          | helyezetlen |
| Horváth Zoltán                                                                            | Kard, egyéni      | 6. csoport · Daniel Sande (ARG) · 5-1 · Ramón Martínez (ESP) · 5-4 · António Marquilhas (POR) · 5-3 · Sonosuke Fujimaki (JPN) · 5-0 · Jacques Roulot (FRA) · nem vívtak                                     | 1.         | 1. csoport · Claude Arabo (FRA) · 5-2 · Ladislau Rohony (ROU) · 5-2 · Juan Paladino (URU) · 5-1 · Günther Ulrich (AUT) · 5-1 · Michael D'Asaro Sr. (USA) · 2-5            | 2.         | 2. csoport · Ryszard Zub (POL) · 5-1 · Marcel Van Der Auwera (BEL) · 5-2 · Alfonso Morales (USA) · 5-2 · Jakov Rilszkij (URS) · 1-5 · Roberto Ferrari (ITA) · 4-5 | 3.                | 2. csoport · Wladimiro Calarese (ITA) · 5-4 · Jakov Rilszkij (URS) · 5-3 · Gerevich Aladár (HUN) · 5-4 · Jacques Roulot (FRA) · 5-2 · Jerzy Pawłowski (POL) · 3-5                                                                                      | 2.               | Döntő csoport · Wladimiro Calarese (ITA) · 5-3 · Claude Arabo (FRA) · 5-3 · David Tisler (URS) · 5-3 · Jakov Rilszkij (URS) · 5-2 · Kárpáti Rudolf (HUN) · 4-5 · Wojciech Zabłocki (POL) · 2-5 · Jerzy Pawłowski (POL) · 3-5 · Rájátszás: 2.-5. helyért · Claude Arabo (FRA) · 5-1 · Wojciech Zabłocki (POL) · 5-2 · Wladimiro Calarese (ITA) · 4-5 | 2. Rájátszás: 1. |             |
| Kárpáti Rudolf                                                                            | Kard, egyéni      | 10. csoport · Helmuth Resch (AUT) · 5-3 · Marcel Van Der Auwera (BEL) · 5-1 · Joaquim Rodrigues (POR) · 5-2 · Keith Hackshall (AUS) · 5-1                                                                   | 1.         | 5. csoport · Roberto Ferrari (ITA) · 5-3 · Teodoro Goliardi (URU) · 5-0 · Daniel Sande (ARG) · 5-1 · Alexander Leckie (GBR) · 5-0 · Wilfried Wöhler (EUA) · 4-5           | 1.         | 4. csoport · Wladimiro Calarese (ITA) · 5-4 · Jacques Lefèvre (FRA) · 5-4 · Michael D'Asaro Sr. (USA) · 5-4 · Wilfried Wöhler (EUA) · 5-3 · Ladislau Rohony (ROU) · 2-5 | 1.                | 1. csoport · David Tisler (URS) · 5-4 · Wojciech Zabłocki (POL) · 5-4 · Roberto Ferrari (ITA) · 5-3 · Ladislau Rohony (ROU) · 5-1 · Claude Arabo (FRA) · 3-5                                                                                           | 1.               | Döntő csoport · Horváth Zoltán (HUN) · 5-4 · Claude Arabo (FRA) · 5-4 · Wojciech Zabłocki (POL) · 5-0 · Jerzy Pawłowski (POL) · 5-4 · David Tisler (URS) · 5-3 · Wladimiro Calarese (ITA) · 3-5 · Jakov Rilszkij (URS) · 3-5 | 1.               |             |
| Czvikovszky Ferenc Fülöp Mihály Gyuricza József Kamuti Jenő Kamuti László Sákovics József | Tőr, csapat       | 2. csoport · Egyesült Arab Köztársaság (RAU) · 9-2 | 1.         | erőnyerő |            | Nagy-Britannia (GBR) · 9-7 |                   | Olaszország (ITA) · 8 (65)-8 (68) |                  | Bronzmérkőzés · Egyesült Német Csapat (EUA) · 5-9 |                  | 4.          |
| Bárány Árpád Gábor Tamás Kausz István Marosi József Sákovics József                       | Párbajtőr, csapat | 2. csoport · Japán (JPN) · 9-4 · Mexikó (MEX) · 14-2 | 1.         | erőnyerő |            | Luxemburg (LUX) · 9-2 |                   | Nagy-Britannia (GBR) · 7-8 |                  | Bronzmérkőzés · Szovjetunió (URS) · 5-9 |                  | 4.          |
| Delneky Gábor Gerevich Aladár Horváth Zoltán Kárpáti Rudolf Kovács Pál Mendelényi Tamás   | Kard, csapat      | 1. csoport · Belgium (BEL) · 9-3 | 1.         | erőnyerő |            | Románia (ROU) · 9-3 |                   | Olaszország (ITA) · 9-6 |                  | Lengyelország (POL) · 9-7 |                  |             |

Női
| Versenyző                                                               | Versenyszám | Csoportkör | Csoportkör | Csoportkör | Csoportkör  | Csoportkör | Csoportkör | Csoportkör              | Csoportkör | Helyezés    |
| Versenyző                                                               | Versenyszám | 1. kör | 1. kör     | Negyeddöntő | Negyeddöntő | Elődöntő | Elődöntő   | Döntő                   | Döntő      | Helyezés    |
| Versenyző                                                               | Versenyszám | Ellenfél Eredmény | Hely.      | Ellenfél Eredmény | Hely.       | Ellenfél Eredmény | Hely.      | Ellenfél Eredmény       | Hely.      | Helyezés    |
| ----------------------------------------------------------------------- | ----------- | --- | ---------- | --- | ----------- | --- | ---------- | ----------------------- | ---------- | ----------- |
| Dömölky Lídia                                                           | Tőr, egyéni | 2. csoport · Janice-Lee York-Romary (USA) · 4-2 · Maria Grötzer (AUT) · 4-3 · Marjatta Moulin (FIN) · 4-3 · Belkis Leal (VEN) · 4-0 · Sylwia Julito (POL) · 2-4 | 2.         | 3. csoport · Ecaterina Orb-Lazăr (ROU) · 4-2 · Nina Kleijweg (NED) · 4-2 · Jacqueline Appart (BEL) · 4-1 · Catherine Delbarre (FRA) · 1-4 · Elżbieta Pawlas (POL) · 2-4 · Gillian Sheen (GBR) · 1-4   | 5.          | kiesett | kiesett    | kiesett                 | kiesett    | helyezetlen |
| Nyári Magda                                                             | Tőr, egyéni | 6. csoport · Maria Vicol (ROU) · 4-1 · Galina Gorohova (URS) · 4-2 · Mary Glen-Haig (GBR) · 4-1 · Barbara Helsingius (FIN) · 4-3 · María Shaw (ESP) · 3-4       | 2.         | 4. csoport · Traudl Ebert (AUT) · 4-0 · Irene Camber (ITA) · 4-1 · Régine Veronnet (FRA) · 4-1 · Christina Lagerwall (SWE) · 4-1 · Alekszandra Zabelina (URS) · 1-4 · Heidi Schmid (EUA) · nem vívtak | 1.          | 1. csoport · Ecaterina Orb-Lazăr (ROU) · 4-1 · Heidi Schmid (EUA) · 3-4 · Elżbieta Pawlas (POL) · 1-4 · Szabó Orbán Olga (ROU) · 3-4 · Valentyina Rasztvorova (URS) · 3-4 | 5.         | kiesett                 | kiesett    | helyezetlen |
| Rejtő Ildikó                                                            | Tőr, egyéni | 1. csoport · Jacqueline Appart (BEL) · 4-1 · Colette Flesch (LUX) · 4-1 · Carmen Vall (ESP) · 4-0 · Maria Nápoles (POR) · 4-3 · Heidi Schmid (EUA) · nem vívtak | 1.         | 1. csoport · Antonella Ragno (ITA) · 4-1 · Sylwia Julito (POL) · 4-3 · Elly Botbijl (NED) · 4-2 · Valentyina Rasztvorova (URS) · 1-4 · Maria Vicol (ROU) · nem vívtak                                 | 3.          | 2. csoport · Maria Vicol (ROU) · 4-3 · Galina Gorohova (URS) · 2-4 · Pilar Roldán (MEX) · 2-4 · Traudl Ebert (AUT) · 0-4 · Catherine Delbarre (FRA) · 2-4                 | 6.         | kiesett                 | kiesett    | helyezetlen |
| Dömölky Lídia Juhász Katalin Marvalics Györgyi Nyári Magda Rejtő Ildikó | Tőr, csapat | 2. csoport · Románia (ROU) · 9-7 · Nagy-Britannia (GBR) · 10-6                                                                                                  | 1.         | Hollandia (NED) · 9-3 |             | Olaszország (ITA) · 9-3 |            | Szovjetunió (URS) · 3-9 |            |             |

## Vízilabda
| Magyar férfi vízilabdacsapat-játékoskeret                                                                     | Magyar férfi vízilabdacsapat-játékoskeret                                                                           |
| --- | --- |
| - Bodnár András - Boros Ottó - Dömötör Zoltán - Felkai László - Gyarmati Dezső - Hevesi István - Jeney László | - Kanizsa Tivadar - Katona András - Kárpáti György - Konrád János - Markovits Kálmán - Mayer Mihály - Rusorán Péter |

### Eredmények
Csoportkör
D csoport
| Csapat                 | M | Gy | D | V | G+ | G– | Gk  | P |
| ---------------------- | - | -- | - | - | -- | -- | --- | - |
| Magyarország (HUN)     | 3 | 3  | 0 | 0 | 27 | 9  | +18 | 6 |
| Egyesült Államok (USA) | 3 | 2  | 0 | 1 | 17 | 13 | +4  | 4 |
| Franciaország (FRA)    | 3 | 1  | 0 | 2 | 10 | 23 | –13 | 2 |
| Belgium (BEL)          | 3 | 0  | 0 | 3 | 8  | 17 | –9  | 0 |

| 1960. augusztus 26. 22:30 | Magyarország (HUN) | 7 – 2 | Egyesült Államok (USA) |  |
| 1960. augusztus 26. 22:30 | (2 – 1)            |       |                        |  |
| 1960. augusztus 26. 22:30 |                    |       |                        |  |

| 1960. augusztus 27. 22:50 | Magyarország (HUN) | 9 – 4 | Belgium (BEL) |  |
| 1960. augusztus 27. 22:50 | (6 – 3)            |       |               |  |
| 1960. augusztus 27. 22:50 |                    |       |               |  |

| 1960. augusztus 29. 22:00 | Magyarország (HUN) | 11 – 3 | Franciaország (FRA) |  |
| 1960. augusztus 29. 22:00 | (5 – 3)            |        |                     |  |
| 1960. augusztus 29. 22:00 |                    |        |                     |  |

Középdöntő
2. csoport
A táblázat tartalmazza az D csoportban lejátszott Magyarország – Egyesült Államok 7–2-es eredményt.
| Csapat                 | M | Gy | D | V | G+ | G– | Gk | P |
| ---------------------- | - | -- | - | - | -- | -- | -- | - |
| Jugoszlávia (YUG)      | 3 | 3  | 0 | 0 | 10 | 4  | +6 | 6 |
| Magyarország (HUN)     | 3 | 2  | 0 | 1 | 11 | 5  | +6 | 4 |
| Egyesült Államok (USA) | 3 | 1  | 0 | 2 | 11 | 19 | –8 | 2 |
| Hollandia (NED)        | 3 | 0  | 0 | 3 | 8  | 12 | –4 | 0 |

| 1960. augusztus 30. 23:30 | Magyarország (HUN) | 3 – 1 | Hollandia (NED) |  |
| 1960. augusztus 30. 23:30 | (2 – 0)            |       |                 |  |
| 1960. augusztus 30. 23:30 |                    |       |                 |  |

| 1960. szeptember 1. 23:20 | Jugoszlávia (YUG) | 2 – 1 | Magyarország (HUN) |  |
| 1960. szeptember 1. 23:20 | (1 – 1)           |       |                    |  |
| 1960. szeptember 1. 23:20 |                   |       |                    |  |

Döntő csoport
| 1960. szeptember 2. 22:30 | Szovjetunió (URS) | 3 – 3 | Magyarország (HUN) |  |
| 1960. szeptember 2. 22:30 | (1 – 1)           |       |                    |  |
| 1960. szeptember 2. 22:30 |                   |       |                    |  |

| 1960. szeptember 3. 22:50 | Magyarország (HUN) | 3 – 3 | Olaszország (ITA) |  |
| 1960. szeptember 3. 22:50 | (3 – 2)            |       |                   |  |
| 1960. szeptember 3. 22:50 |                    |       |                   |  |

A táblázat tartalmazza a középdöntőben lejátszott Jugoszlávia – Magyarország 2–1-es eredményt.
| Csapat             | M | Gy | D | V | G+ | G– | Gk | P |
| ------------------ | - | -- | - | - | -- | -- | -- | - |
| Olaszország (ITA)  | 3 | 2  | 1 | 0 | 7  | 4  | +3 | 5 |
| Szovjetunió (URS)  | 3 | 1  | 1 | 1 | 7  | 8  | –1 | 3 |
| Magyarország (HUN) | 3 | 0  | 2 | 1 | 7  | 8  | –1 | 2 |
| Jugoszlávia (YUG)  | 3 | 1  | 0 | 2 | 6  | 7  | –1 | 2 |

| Csapat             | Helyezés |
| ------------------ | -------- |
| Magyarország (HUN) |          |